# محمدخلیل خلیلی شیرازی
محمدخلیل خلیلی شیرازی از بازرگانان معروف شیراز و ایران بود که اطلاعات دقیقی از تولد و مرگ وی در دست نیست.

## زندگی‌نامه
وی متولد شیراز بود و در منزلی شخصی خود در خیابانی که بعدها به نام خودش نام‌گزاری گردید زندگی می‌کرد و با توجه به افزایش بیماریهای چشمی مانند تراخم و نیاز مردم شیراز به یک بیمارستان تخصصی برای معالجه امراض چشم و گوش، حلق و بینی سبب شد تا وی با اختصاص زمینی در شرق و پایین دست منزل خود و ضلع غربی بیمارستان نمازی شیراز اقدام به ساخت بیمارستان و مرکز آموزش و درمان خلیلی در سال ۱۳۴۵ بنماید. این بیمارستان با بنای حدود ۲۵۰۰متر مربع با تمام وسایل علمی و فنی بنا شده و به‌صورت وقف در اختیار دانشگاه علوم پزشکی شیراز قرار داده شد؛ که بعدها گسترش زیادی پیدا کرد که اکنون به نام بیمارستان خلیلی شیراز شناخته می‌شود. شایان ذکر است منزل او که اکنون به عنوان باغ خلیلی شناخته می‌شود یکی از جاذبه‌های توریستی شیراز است.